# ارتش آزادیبخش ملی (کلمبیا)

پرچم ارتش آزادی‌بخش کلمبیا

ارتش آزادیبخش ملی (ای-ال-ان ELN) دومین سازمان چریکی چپ کلمبیا است که هیچوقت با دولت مرکزی حاضر به مذاکره نشده‌است. این ارتش با در اختیار داشتن بیش از ۵۰۰۰ نفر چریک مسلح عمدتاً در مناطق نفت خیز فعال است.

## اهداف نظامی
این سازمان لوله‌های صدور نفت را هدف نظامی اعلام کرده و از سال ۱۹۸۰ تا سال ۲۰۰۳ بیش از ۹۵۰ بار لوله‌های صدور نفت را مورد حمله و تخریب قرار داده‌است. در خلال سالهای (۲۰۰۴–۲۰۰۵)، خط لوله نفتی در استان اروکا حداقل در دویست مورد هدف حمله چریک‌های چپگرای کلمبیا قرار گرفته‌است.
جورج بوش در نوامبر ۲۰۰۴ در سفر خود به کلمبیا مبلغ ۸۳۹ میلیون دلار کمک نظامی و ۹۸ میلیون دلار کمک مالی جهت پرداخت هزینه‌های حفاظت از لوله‌های صدور نفت به دولت کلمبیا داد.

## شروع آتش‌بس
در اول اکتبر ۲۰۱۷ خبرگزاری رویتر خبر داد که دولت کلمبیا و شورشیان ارتش آزادیبخش ملی با هدف ایجاد حسن نیت در طی مذاکرات پیچیده برای پایان دادن به نیم قرن جنگ که صدها هزار نفر کشته برجای گذاشت، اقدام به آتش‌بس کردند. این آتش‌بس از ۹ ژانویه ۲۰۱۸ اجرا خواهد شد و اگر مورد احترام قرار گیرد، ممکن است گسترش یابد. رئیس جمهور کلمبیا، خوان مانوئل سانتوس، پیش از این مذاکرات گفت: «این یک گام بسیار مهم است.»

## در لیست تروریستی آمریکا
این گروه توسط آمریکا به عنوان یک گروه تروریستی شناخته می‌شود.